# Freeburg, Pennsylvania
Freeburg là một thị trấn thuộc quận Snyder, tiểu bang Pennsylvania, Hoa Kỳ. Năm 2010, dân số của thị trấn này là 575 người.